# Mo Yan

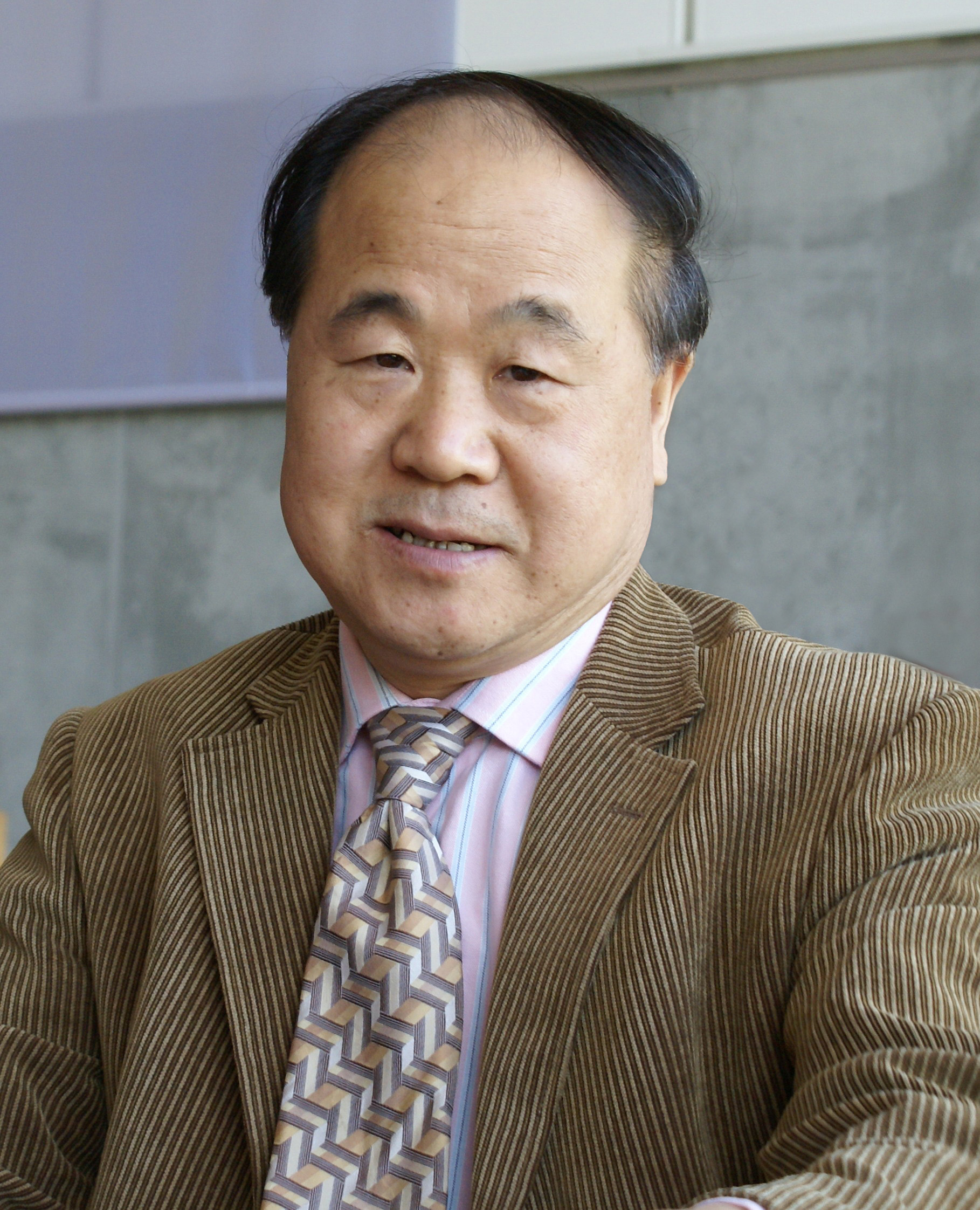
Mo Yan in Hamburg (2008)

Mo Yan (chinesisch 莫言, Pinyin Mò Yán; * 17. Februar 1955 in Gaomi, Provinz Shandong, eigentlich Guan Moye 管谟业,  Guǎn Móyè) ist ein chinesischer Schriftsteller. 2012 wurde ihm als erstem chinesischen Staatsbürger der Nobelpreis für Literatur zuerkannt.

## Biographie
Guan Moye kam 1955 als Bauernsohn in der Provinz Shandong zur Welt. Während der Kulturrevolution musste er im Alter von 12 Jahren die Schule verlassen und begann in einer Fabrik zu arbeiten. Im Februar 1976 trat er in die Volksbefreiungsarmee ein, wo er noch als Soldat sein literarisches Schaffen begann. Im Jahr 1981 erschien seine erste Sammlung von Kurzgeschichten. 1984 begann er, an der Literaturabteilung der Kulturakademie der Armee zu unterrichten. Im Jahr 1986 schloss er das Studium an der Kunsthochschule der Volksbefreiungsarmee ab.
Sein Künstlername Mo Yan bedeutet „Sprich nicht!“ – er wählte ihn, da seine Eltern ihm in gefährlichen Zeiten beigebracht hatten, draußen den Mund zu halten, um keinen Ärger zu bekommen.
Der literarische Durchbruch gelang ihm 1987 mit der Veröffentlichung des Novellenzyklus Das rote Kornfeld. Der Roman zählt zur chinesischen Xungen-Literatur und fand auch internationale Anerkennung durch die Verfilmung als Rotes Kornfeld von Zhang Yimou. Mo Yan kann als Schriftsteller des ungeschminkten Lebens der chinesischen ländlichen Provinz betrachtet werden, der schon früh die Zwänge des offiziell sanktionierten Realismus hinter sich ließ und dessen literarisches Schaffen unverkennbar und zunehmend von der Strömung des magischen Realismus beeinflusst ist.
2009 gewann Mo Yan den Newman Prize for Chinese Literature der University of Oklahoma. Martin Walser nannte Mo Yan im Jahr 2012 „den wichtigsten Schriftsteller unseres Zeitalters“.

## Kritik
Nach der Verleihung des Nobelpreises für Literatur übten einige oppositionelle Intellektuelle Kritik an Mo Yan. Der Konzeptkünstler Ai Weiwei sagte der deutschen Zeitung Die Welt: „Ich akzeptiere das politische Verhalten von Mo in der Realität nicht. Er ist möglicherweise ein guter Schriftsteller. Aber er ist kein Intellektueller, der die heutige chinesische Zeit vertreten kann.“
Der im Exil in Deutschland lebende Autor und Dissident Liao Yiwu, Preisträger des Friedenspreises des Deutschen Buchhandels 2012, äußerte sich „fassungslos“ über die Vergabe der Auszeichnung an einen „Staatsdichter“. Mo ziehe sich, „wenn es darauf ankommt,... in seine Welt der Kunstfertigkeit zurück“ und erhebe sich damit über die Wahrheit.

## Werke (Auswahl)
- Der kristallene Rettich (透明的红萝卜,  Tòumíng de hóng luóbo), 1986
- Das rote Kornfeld (红高粱家族,  Hóng gāoliang jiāzú), 1986
  - deutsche Ausgabe: Das rote Kornfeld. Übersetzt von Peter Weber-Schäfer. Rowohlt, Reinbek 1993; Unionsverlag, Zürich 2007, ISBN 978-3-293-20383-9.
- Die dreizehn Schritte (十三步,  Shísān bù), 1988
- Dreizehn Kapitel der Freude (欢乐十三章,  Huānlè shísān zhāng), 1989
- Die Knoblauchrevolte (天堂蒜薹之歌,  Tiāntáng suàntái zhī gē), 1989
  - deutsche Ausgabe: Die Knoblauchrevolte. Übersetzt von Andreas Donath. Rowohlt, Reinbek 1997; Unionsverlag, Zürich 2009, ISBN 978-3-293-20454-6.
- Die Republik des Weines (酒国,  Jiǔguó), 1993
  - deutsche Ausgabe: Die Schnapsstadt. Übersetzt von Peter Weber-Schäfer. Rowohlt, Reinbek 2002; Unionsverlag, Zürich 2012, ISBN 978-3-293-20563-5.
- Der Klan der Grasverzehrer (食草家族,  Shícǎo jiāzú), 1993
- Große Brüste und breites Gesäß (丰乳肥臀,  Fēngrǔ féitún), 1996
- Der rote Wald (红树林,  Hóng shùlín), 1999
- Die Sandelholzstrafe (檀香刑,  Tánxiāng xíng), 2001
  - deutsche Ausgabe: Die Sandelholzstrafe. Übersetzt von Karin Betz. Insel, Frankfurt am Main 2009, ISBN 978-3-458-17446-2.[7]
- Der Überdruss (生死疲劳,  Shēngsǐ píláo), 2008
  - deutsche Ausgabe: Der Überdruss. Übersetzt von Martina Hasse. Horlemann, Bad Honnef 2009, ISBN 978-3-89502-272-2
- Frosch (蛙,  wā), 2009 – mit dem Mao-Dun-Literaturpreis 2011 ausgezeichnet.
  - Frösche. Aus dem Chinesischen übersetzt von Martina Hasse. Hanser Verlag, München 2013, ISBN 978-3-446-24262-3.[8]
  - Als Taschenbuch erhältlich bei dtv, München 2014, ISBN 978-3-423-14346-2
- Daumenfesseln (拇指拷,  Mǔzhǐ kǎo), (Novelle), In: Gela wird erwachsen und andere Erzählungen aus China, Chinabooks E. Wolf Verlag, Zürich 2009, ISBN 978-3-905816-19-8
- Manifest für dicke Romane mit Gesellschaftskritik, in: Chinesische Literatur in deutscher Übersetzung - China Ehrengast der Frankfurter Buchmesse 2009 / Symposiumsband, Bochum: Europäischer Universitätsverlag 2010, ISBN 978-3-89966-293-1
- Mein Grab (Essay), In: Monika Gänßbauer (Hrsg.): Kinder der Bergschlucht. Chinesische Gegenwartsessays, Projekt Verlag, Bochum/Freiburg 2012, ISBN 978-3-89733-256-0
- Change (Erzählung), 2010
  - deutsche Ausgabe: Wie das Blatt sich wendet. Eine Erzählung aus meinem Leben. Aus dem Chinesischen von Martina Hasse. Hanser Verlag, München 2014, ISBN 978-3-446-24338-5
  - Als Taschenbuch erhältlich bei dtv, München 2016, ISBN 978-3-423-14512-1

Auswahlbände
- Trockener Fluß und andere Geschichten. Bearbeitet von Susanne Hornfeck und Charlotte Dunsing. Übersetzung u. a. Frank Hegemann. Projekt, Dortmund 1997, ISBN 3-928861-94-8. (Auswahl von Erzählungen aus: Touming de hong luobo, Beijing 1986, Huanle shisan zhang, Beijing 1989 und Lianhe wenxue 3/1992)